# Shekhinah (cantante)
Shekhinah Thandi Donnell (Pietermaritzburg, 2 ottobre 1990) è una cantante sudafricana.

## Biografia
Shekhinah ha esordito nell'industria discografica con l'album in studio Rose Gold, reso disponibile per il consumo a partire dall'ottobre 2017; si tratta del progetto con cui si è portata a casa tre riconoscimenti ai South African Music Awards. È stata candidata per l'MTV Europe Music Award al miglior artista africano del 2018. Il suo secondo LP, intitolato Trouble in Paradise, è uscito nella prima metà del 2021.
Nel marzo 2024 ha ricevuto due certificazioni dalla Recording Industry of South Africa, una d'oro per Rose Gold e una di multiplatino per Suited.

## Discografia

### Album in studio
- 2017 – Rose Gold
- 2021 – Trouble in Paradise

### Singoli
- 2015 – Back to the Beach (con Kyle Deutsch)
- 2016 – Let You Know (con Sketchy Bongo)
- 2017 – Suited
- 2019 – Anywhere We Go (con DJ Lag)
- 2023 – Wonder (con Zādok e Manana)
- 2024 – Risk (feat. Moliy)
- 2024 – Steady